# Gino Archesso
Gino Archesso (San Giorgio di Nogaro, 20 marzo 1907 – Palmanova, 20 giugno 1989) è stato un calciatore italiano, di ruolo portiere.

## Carriera
Ha esordito in Serie A con la maglia del Palermo il 2 dicembre 1934 in Napoli-Palermo (6-0).